# Skriptonit
Skriptonit (in kazako Скриптонит?), pseudonimo di Ädil Oralbekūly Jälelov (in kazako Әділ Оралбекұлы Жәлелов?; Pavlodar, 3 giugno 1990), è un rapper e produttore discografico kazako.

## Biografia
Originario del nord-est del Kazakistan, è salito alla ribalta con la pubblicazione del primo album in studio Dom s normal'nymi javlenijami, il cui successo è stato sufficiente a fruttargli il titolo di rivelazione del 2016 dalla divisione russa di GQ. L'anno successivo ha inciso Lambada, una collaborazione con T-Fest, che è divenuta la 2ª hit di maggior successo dell'intero anno su VK Muzyka, la seconda principale piattaforma streaming russa. È risultato l'artista di maggior successo del 2020 su Spotify in territorio kazako, in seguito al suo lancio avvenuto a luglio.
Nel 2021 è stato insignito dell'Apple Music Award al miglior artista russo. All'Evraznijskaja muzykakal'naja premija, il principale riconoscimento musicale nazionale, ha trionfato nella categoria di miglior progetto hip hop. Ha inoltre ottenuto due candidature al premio Viktorija, l'equivalente russo dei Grammy Award, grazie ai singoli Veselej e Čistyj.
Ne rasslabljajsja (2024) ha segnato il suo primo ingresso in top ten nella neonata Top Internet Hits Russia Weekly Chart della Tophit.

## Discografia

### Album in studio
- 2015 – Dom s normal'nymi javlenijami
- 2017 – Prazdnik na ulice 36
- 2017 – Uroboros: Ulica 36
- 2017 – Uroboros: Zerkala
- 2020 – 2004
- 2021 – Svistki i bumažki
- 2021 – Plochie privyčki (con Indablėk e Qurt)
- 2021 – The Genetic Code (con Gee Baller)
- 2023 – 7
- 2023 – Yeahh, Pt. 1
- 2024 – Yeahh, Pt. 2
- 2024 – Bezmjatežnost'.exe

### Album dal vivo
- 2020 – 36 Jam

### Album video
- 2021 – Live in Moscow

### EP
- 2019 – Ne vri, ne verju (con 104)
- 2020 – PVL Is Back (con Niman)
- 2023 – Upgraded

### Singoli
- 2011 – Work (feat. Niman)
- 2011 – Samyj lučsij den' (feat. Maqlao)
- 2011 – Prjamo zdes'
- 2012 – Rodilsja i vyros
- 2012 – Bol'še (feat. Rajda)
- 2012 – 11 km
- 2012 – Prazdnik
- 2012 – Ostan'sja čelovekom (feat. Truwer)
- 2012 – Novyj vertjak (feat. Truwer)
- 2012 – Go Dilla (feat. Niman)
- 2012 – Blunts (feat. Niman)
- 2012 – Detki
- 2012 – I Ain't Got Time
- 2012 – No Hook 2
- 2012 – No Hook 1
- 2012 – Počti ty
- 2012 – PVL Is Back (feat. Niman)
- 2013 – Na každom uglu
- 2013 – Leti
- 2013 – Na Na Na
- 2013 – Čto ty znaeš' 2
- 2013 – Čto proischodit
- 2013 – Tot samyj zapach
- 2013 – Den'gi pod nogam
- 2013 – Pavlo griglašenie
- 2013 – 21
- 2013 – Prežde čem (feat. Niman)
- 2013 – 7182
- 2014 – 5 zdes', 5 tam
- 2014 – VBVVCTND
- 2014 – Lokony
- 2014 – Ne dobro požalovat'
- 2014 – Tvoj
- 2015 – Stil'
- 2015 – Ljam
- 2015 – Priton
- 2016 – Biser (con ATL)
- 2016 – Priglašenie na festival' Gazgolder Live (con Tati)
- 2016 – Vitamin
- 2017 – Lambada (con T-Fest)
- 2017 – NTPS
- 2017 – Gde tvoja ljubov'? (feat. Major Lazer)
- 2018 – Mul'tibrendovyj (feat. 104, T-Fest & Niman)
- 2019 – Billboard (con Andy Panda, 104, TumaniYO e MiyaGi)
- 2019 – Zamërz
- 2020 – Veselej
- 2020 – V odnogo (feat. Truwer)
- 2020 – Baby Mama (con Rajda)
- 2020 – Čistyj
- 2021 – Mama (con Feduk, Truwer, Niman e Basta)
- 2021 – Sumka (con Qurt)
- 2021 – Položenie
- 2021 – Bud'te zdorovy
- 2021 – Romin (con The Limba)
- 2021 – Tremor (con Bludkidd)
- 2021 – Cifry (con Indablėk, Qurt e Rodionis)
- 2021 – Mne pochuj (con Lovv66)
- 2021 – Cygane iz Pariža (con Rodionis)
- 2021 – Peterburg (con M'Dee)
- 2021 – Kejs (con Indablėk)
- 2022 – Chapter II
- 2023 – Avans
- 2023 – Ne vyvichni šeju (con TSB)
- 2023 – Umnožit' (Rabskie lekcii)
- 2023 – Osennjaja pora (con Andro e Amirch)
- 2023 – Dotla (con Tayöka e Vesrot)
- 2023 – Razbalovannaja (con Ėndšpil')
- 2024 – Alle (con TSB e OPT)
- 2024 – Dotla 2 (con Tayöka)
- 2024 – Hustle (con Malcolm Kush e 104)
- 2024 – Lux (con T-Fest)
- 2024 – Temnota (con Madye Lupen)
- 2024 – Aga, nu (con T-Fest)
- 2024 – Esli ne usnut' (con Kril-a-Kril)
- 2024 – Okraina (con Whole Lotta Swag)
- 2024 – 8ballin
- 2024 – Bmp Hoops
- 2024 – Rankin
- 2024 – Rap 2
- 2024 – Ooh-lah-lah (con Avenuepluggg)
- 2024 – Po pope
- 2024 – Ne rasslabljajsja
- 2024 – Fejerverk (con Dose)

### Collaborazioni
- 2021 – Nevesta (Dorofjejeva feat. Skriptonit)